# Шугар-Кемп (Вісконсин)
Шугар-Кемп (англ. Sugar Camp) — місто (англ. town) в США, в окрузі Онейда штату Вісконсин. Населення — 1819 осіб (2020).

## Демографія
Згідно з переписом 2010 року, у місті мешкали 1694 особи в 729 домогосподарствах у складі 511 родини. Було 1579 помешкань
Расовий склад населення:
| - 98,2 % — білих - 0,5 % — корінних американців - 0,2 % — чорних або афроамериканців - 0,1 % — азіатів |

До двох чи більше рас належало 0,9 %. Частка іспаномовних становила 0,9 % від усіх жителів.
За віковим діапазоном населення розподілялося таким чином: 19,7 % — особи молодші 18 років, 59,1 % — особи у віці 18—64 років, 21,2 % — особи у віці 65 років та старші. Медіана віку мешканця становила 47,9 року. На 100 осіб жіночої статі у місті припадало 105,1 чоловіків;  на 100 жінок у віці від 18 років та старших — 107,2 чоловіків також старших 18 років.
Середній дохід на одне домашнє господарство  становив 71 810 доларів США (медіана — 56 289), а середній дохід на одну сім'ю — 83 085 доларів (медіана — 67 500). Медіана доходів становила 52 563 долари для чоловіків та 37 000 доларів для жінок. За межею бідності перебувало 5,1 % осіб, у тому числі 7,3 % дітей у віці до 18 років та 4,4 % осіб у віці 65 років та старших.
Цивільне працевлаштоване населення становило 820 осіб. Основні галузі зайнятості: освіта, охорона здоров'я та соціальна допомога — 23,8 %, виробництво — 10,2 %, роздрібна торгівля — 9,8 %, будівництво — 9,8 %.